# 耶稣的历史性
耶稣的历史性主要关注文献来源在何种程度上表明拿撒勒人耶稣是作为一个历史人物而存在的。它不仅根据时间和地点的背景去研究“历史中发生的真实事件”，而且同样研究现代的观察者如何知道“历史中发生的真实事件”的。第二个问题是紧密地与分析第一手资料的可靠性以及其它历史证据的历史研究实践、方法联系在一起的。它还关注耶稣是否是一个拿细耳人问题。
幾乎所有當代研究古代史的學者都同意《聖經》裡描述的耶穌是史實人物，耶穌基督是西元三十年左右生活於今日巴勒斯坦地区一帶的歴史人物、接受施洗者約翰受洗並且被釘死在十字架上，及耶穌基督是《聖經》里提及的那個人物且對人類文明造成深遠影響等這幾點，迨無爭議，這些內容已經成為學界共識，研究古代歷史的學者，不論是否是基督徒，都同意這些內容。在2011年一篇回顧現代學術界狀況的文章中，巴特·葉爾曼寫道：「耶穌當然是史實人物，幾乎所有夠格的古代史學者，不論是否是基督徒，都會同意這點的。」理查德·A·伯里奇（一名英格蘭教會的牧師與聖經學者）則說道：「有些人主張耶穌基督是教會虛構的人物、耶穌未曾存在過，對此，我必須說，我沒聽過有任何值得敬重且持批判觀點的學者依舊有這樣的主張。」
使用历史调查的标准衡量方法，幾乎所有的新约学者和近东历史学家都認為，耶穌毫無疑義地是史實人物，虽然他们对耶稣的信仰、教导以及福音书中描述的耶稣生命细节的准确性有不同的看法。:168–173虽然学者批评耶稣文献的宗教偏见和合理方法的欠缺，但这些批评者几乎都普遍支持耶稣的历史性，并拒绝基督神话理论，该理论认为耶稣不曾在历史中存在过。
“耶稣的历史性”与“历史中的耶稣”的相关研究不同，后者指的是对耶稣生命的学术重构，主要是建立在对福音文本的批判性分析上。相反，历史性作为一个研究主题与历史本身不同，它涉及到两个不同的根本问题。首先，它关注社会变革的系统过程；其次，它关注社会背景和文献来源的作者意图，通过这些元素，我们可以建立历史事件的真相，从而将神话记录与事实情况分离开来。

## 文献来源

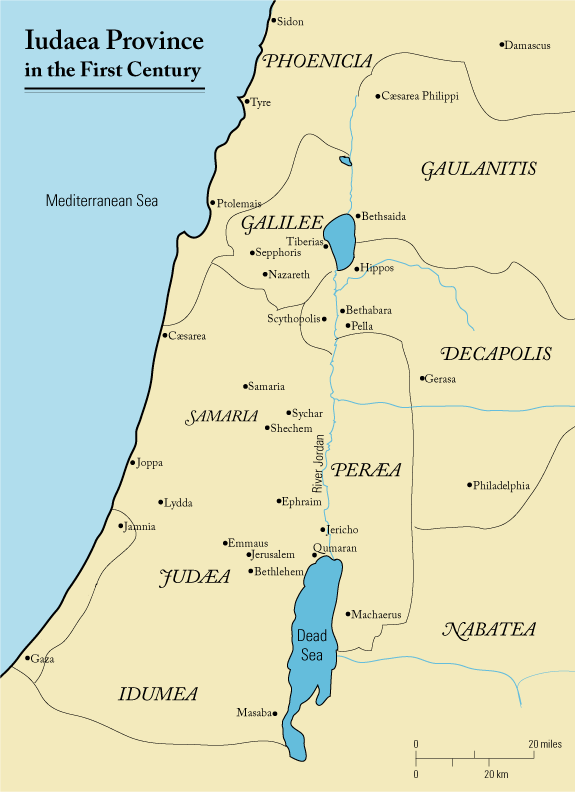
公元一世纪的猶太行省

关于耶稣的生活和教导的主要记载是他死后几年由第三方叙述的。基督教的圣经代表了成为基督教经典的文献来源，而且，在第一世纪存在许多与耶稣相关的伪经。这些来源的真实性和可靠性已被许多学者质疑，并且福音书中提到的事件很少被普遍接受。:181
非基督文献来源也用于研究和建立耶稣的历史性，其中包括犹太来源，如弗拉維奧·約瑟夫斯，以及罗马来源，如塔西佗。这些来源通常与基督教的来源（如保罗书信和对观福音）相提并论，它们通常是相互独立的（例如犹太来源并不引用罗马来源），并且它们之间的相似性和差异性被用于鉴证过程。
弗拉維奧·約瑟夫斯的《犹太古史》写于公元93-94年左右，它在第18和20篇中提到圣经的耶稣。一般学者的看法是，那个较长的、称为弗拉维斯·约瑟夫斯的证词段落总的来说很可能不是真实的，但人们普遍认为，它最初是由一个真正的核心构成，然后才遭到基督教的篡改或伪造。在约瑟夫斯另一处提到耶稣的地方，研究约瑟夫斯的学者认为，“很少有人质疑约瑟夫斯”在《犹太古代史》的20篇9.1处中提到耶稣的地方的“真实性”，而且只有少数学者有争议。在第20篇第9章中，总共有三处提到“耶稣”的名字：“耶稣，称为基督”（即“弥赛亚”）；“耶稣，（犹太大祭司）达姆内斯（Damneus）之子”，（两者都在第1段中）；和“耶稣（另一位犹太大祭司）迦玛列（Gamaliel）之子”（在第4段中）。
罗马历史学家塔西佗在他的编年史，大约写于公元116年）的15篇44章提到一个名为 “Christus”的人以及他被彼拉多处决的事件。塔西佗对基督徒持有消极的评价，因此这段文字极不可能被一个基督徒抄写者伪造的。 塔西佗对耶稣的提及现在被广泛地接受作为对基督被钉十字架的独立的确认，虽然一些学者以各种不同的理由质疑这段文字的真实性。
历史学家麥可·格蘭特写道：如果我们将一个用于判断其它包含着历史材料的古代作品的标准应用于新约，那么，我们不能再拒绝耶稣的存在，也不能拒绝大量异教徒人物的存在，这些人物作为历史人物从来没有被质疑过。

## 福音书的历史可靠性

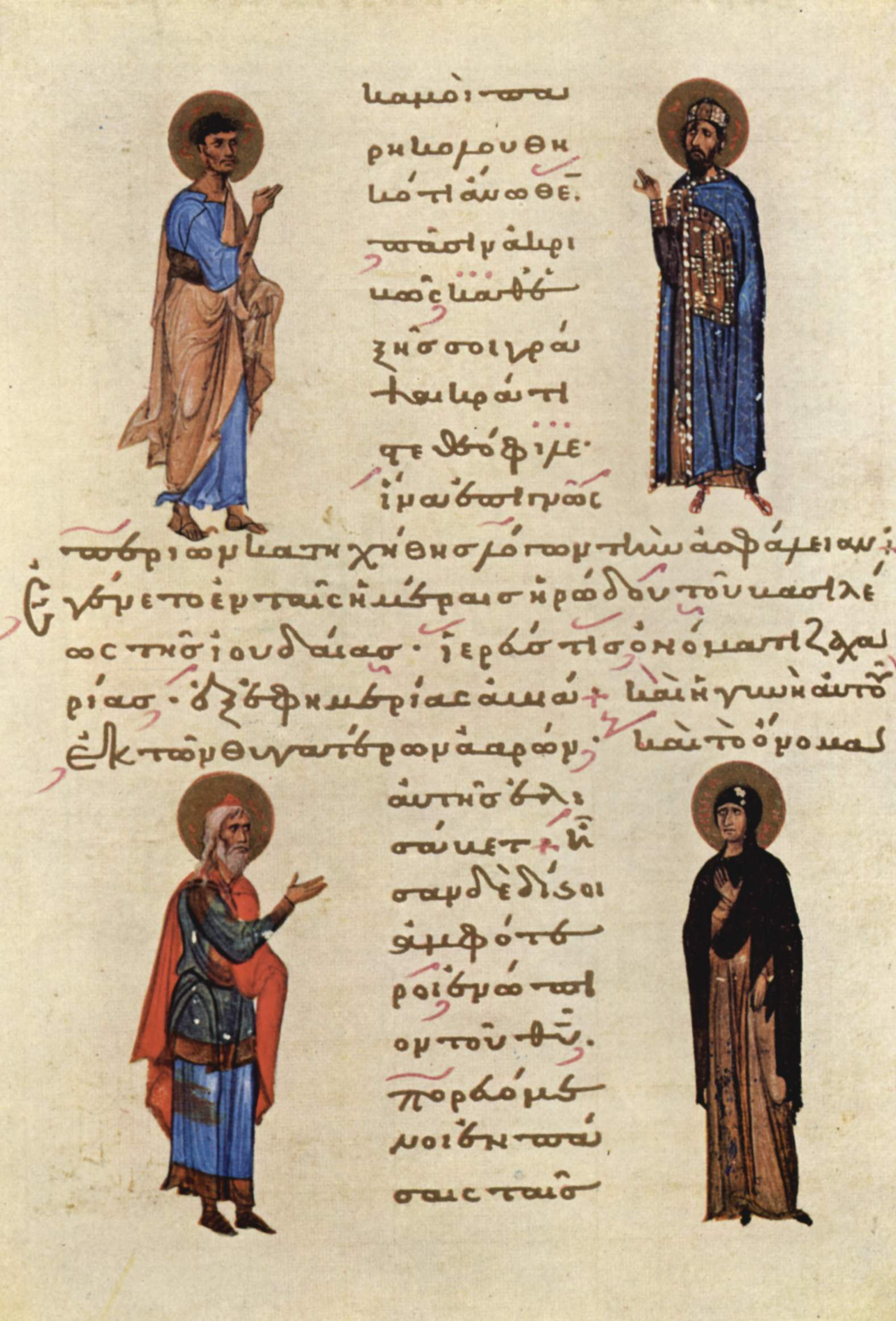
一份11世纪的拜占庭手稿包含了路加福音的开篇。

福音书的历史可靠性是指四个新约福音作为历史文献的可靠性和历史特征。一些学者认为四福音的作者是假托的、未知的，在這四个成为经典的福音书中，並没有甚麼历史可靠性。
大多数古代学者都同意耶稣存在，但是学者关于圣经在耶稣叙述时描述的特定事件的历史性有不同看法。:181只有两个“几乎是普遍同意”的事件，这就是：耶稣接受施洗约翰的洗礼，并在一年或三年后，他被罗马总督本丢·彼拉多钉十字架。在历史真实性上有争议的元素包括：耶稣诞生的两个记载，神迹事件（将水变成酒，行走在水面上和复活），以及关于被钉十字架的某些细节。
对观福音书是有关耶稣的历史信息以及他创立的宗教运动的主要信息来源。这些用希腊语写成的宗教福音书——马太福音，马可福音，路加福音——叙述了一个名为耶稣、说阿拉姆语的犹太人的生命、事工、被钉十字架和复活的事件。关于文本的起源有不同的假设，因为新约的福音书是用希腊语写成并用于希腊社会的，后来译成叙利亚语，拉丁语和科普特语，尽管有人说马太福音的一个版本可能是用亚拉姆语写成的。
第四个福音，即约翰福音，与前三个福音书有很大的不同。历史学家在研究福音书的可靠性时通常研究使徒行传的历史可靠性，因为使徒行传似乎是与路加福音出于同一作者。
历史学家通过将真实的、可靠的信息与可能的发明、夸张和变更等部分区分开来，从而对福音书进行了批判性的分析。由于新约中的文本变体（20-40万）比它的使徒书信的变体（约14万）还多，因此学者使用文本批评的方法来确定哪些福音变体在理论上可被视为“本源的”。为了回答这个问题，学者必须质疑这些问题：谁写了福音书，当他们写福音书时，他们写作的目的是什么，作者使用了什么文献来源，这些来源有多可靠，这些来源在时间上距离他们叙述的故事有多远，这些来源后来是否发生了改变。学者还可以考察文档的内部证据，看看文档是否错误地引用了希伯来Tanakh的文本，是否出现了不正确的地理信息，是否作者在隐藏信息，或者，是否作者在虚构某个预言。最后，学者转向外部文献来源，包括早期教会领袖、教会以外的作家（主要是犹太作家和希腊-罗马史学家）的证词，他们更可能会批评教会；学者同时也需考虑考古证据。

## 通常被接受为历史的事件
学者们对福音书叙事中提到的耶稣生平的细节以及他的教导的意义持有广泛不同的意见，只有两个“几乎普遍同意”的事件，这就是：耶稣接受施洗者约翰的洗礼，并在一年或三年后，被罗马总督本丟·彼拉多钉十字架。

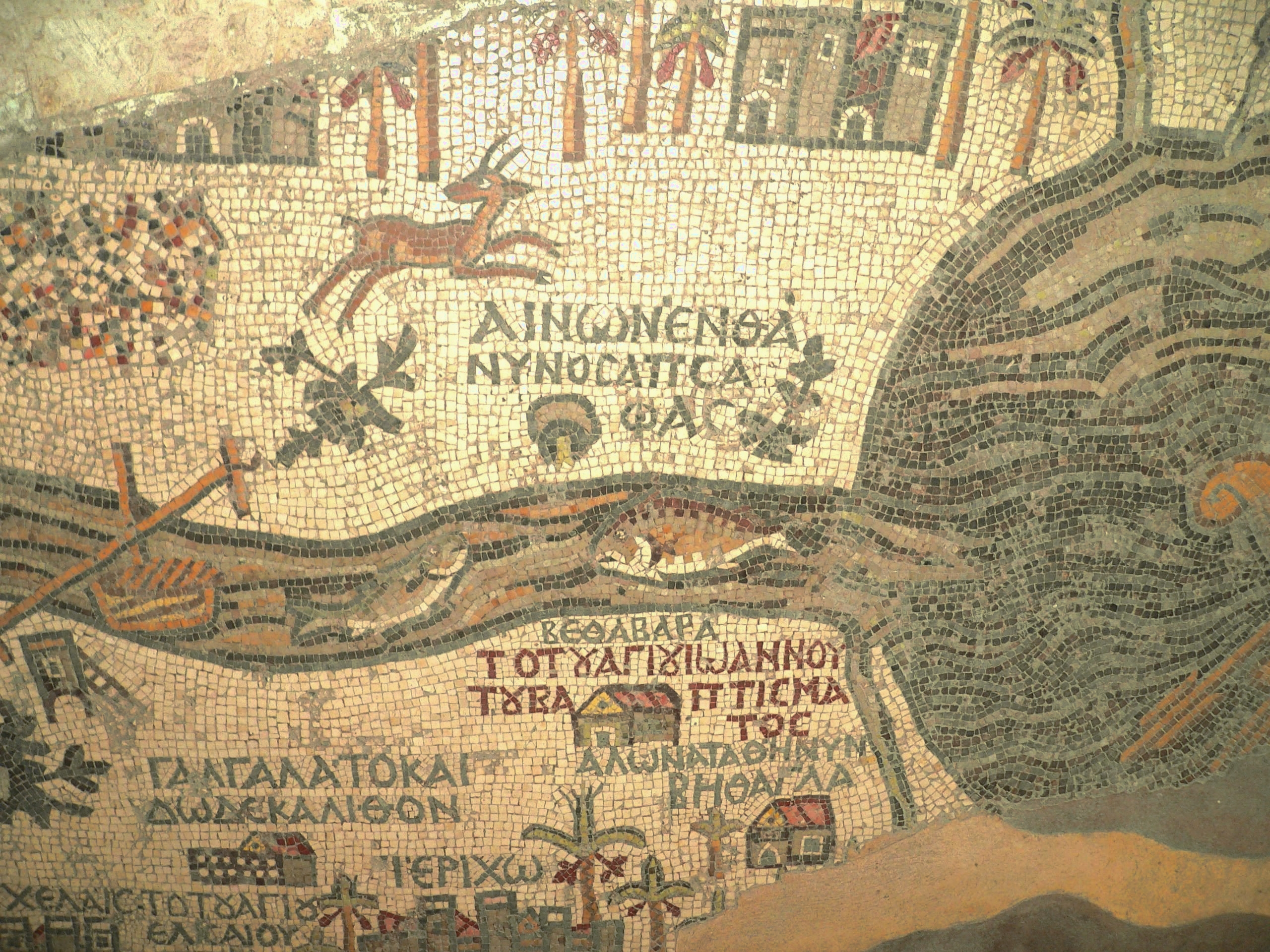
古代馬達巴地图的局部显示两个可能的受洗地点。

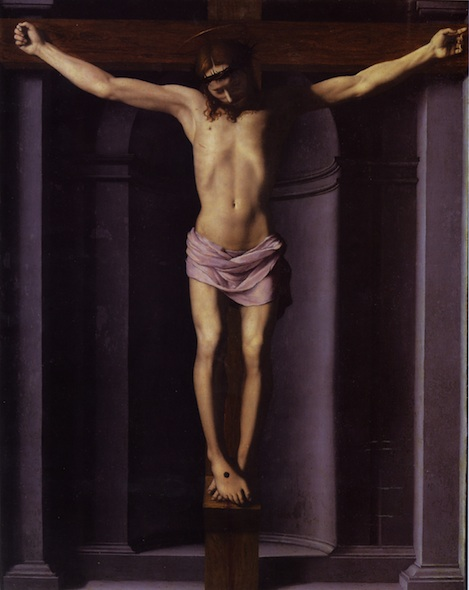
布隆齐诺描绘的三个钉子的十字架，没有绳索，由一个下部的足台支撑着，大约作于1545年。

根据新约学者詹姆斯·邓恩，几乎所有现代学者都认为耶稣受洗和被钉十字架在历史上是确定的。他说“耶稣生平的这两个事实几乎是得到普遍确认的”，并且“几乎是无可置疑的，这两个事件是试图澄清什么是耶稣的使命，为什么这是耶稣的使命等问题的明显出发点”。约翰·P·迈尔将耶稣钉十字架视为历史事实，并指出，基于尴尬标准，基督徒不会虚构他们的领袖痛苦地死亡的事件。尴尬标准同样也用来支持施洗约翰施洗耶稣的历史性，因为这个事件是早期基督教会从来不想虚构的故事。基于这个标准，同时考虑到约翰是为了罪的减轻而受洗，并且考虑到耶稣被视为没有罪的，因此发明这个故事是毫无目的，而且还可能带来一个尴尬——因为，这个故事把约翰置于耶稣之上。
艾米·吉尔·莱文总结了这种情况，指出人们“对于耶稣生活的基本轮廓存在一种共识”，因为大多数学者都同意耶稣是由施洗约翰施洗的，在一到三年的时间里与犹太当局辩论关于上帝的话题，聚集追随者，并被罗马总督彼拉特（在位时间公元26-36年）钉十字架。关于他之前的生活、童年、家庭和居住地点则有很多争议。对于这些问题，正典四福音几乎完全沉默。
学者将对其他情节的肯定性有不同程度的看法。有些人认为关于耶稣和他的追随者有八个元素可以被视为历史事实，即：
- 耶稣受了施洗约翰的洗礼。
- 他召唤门徒。
- 他在圣殿带来争议。
- 耶稣在耶路撒冷附近被罗马人钉死。
- 耶稣是加利利人。
- 他的活动只限于加利利和犹地亚。
- 耶稣死后，他的门徒继续传教。
- 他的一些门徒受到迫害。

学术界并不普遍同意这个扩展清单。
米書拿（约公元200年）可能提到了耶稣，并反思了早期犹太传统将耶稣描绘为巫师或魔术师。其他提到耶稣和他被处决的地方是塔木德，其目的是抹黑他的行为，但不否认他的存在。
自18世纪以来，对历史中的耶稣进行了三次学术探索，每次都有不同的特点，并且基于不同的研究标准，这些研究标准往往是在那个阶段中发展起来的。在这些过程中构建的耶稣形象往往彼此不同，而且也不同于福音书中描述的教条性的形象。

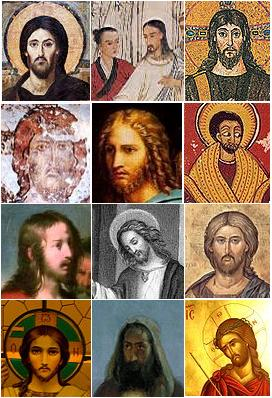
在21世纪，对历史中的耶稣的第三次探索见证了耶稣学术构造的形象之分解。

目前，对历史中的耶稣的现代学术研究关注的是历史上耶稣的可能性。
在第三次探索中，主流的耶稣形象可以根据主题而分为几类：启示的先知，有领导魄力的治疗师，愤世嫉俗的哲学家，犹太的弥赛亚和社会变革的先知，但是，每个形象上都存在学术上的分歧，对于构建这些形象的学术方法也存在着分歧。然而，在形象之间有重叠的属性，学者不认同某些属性时可能对其他属性有所认同。

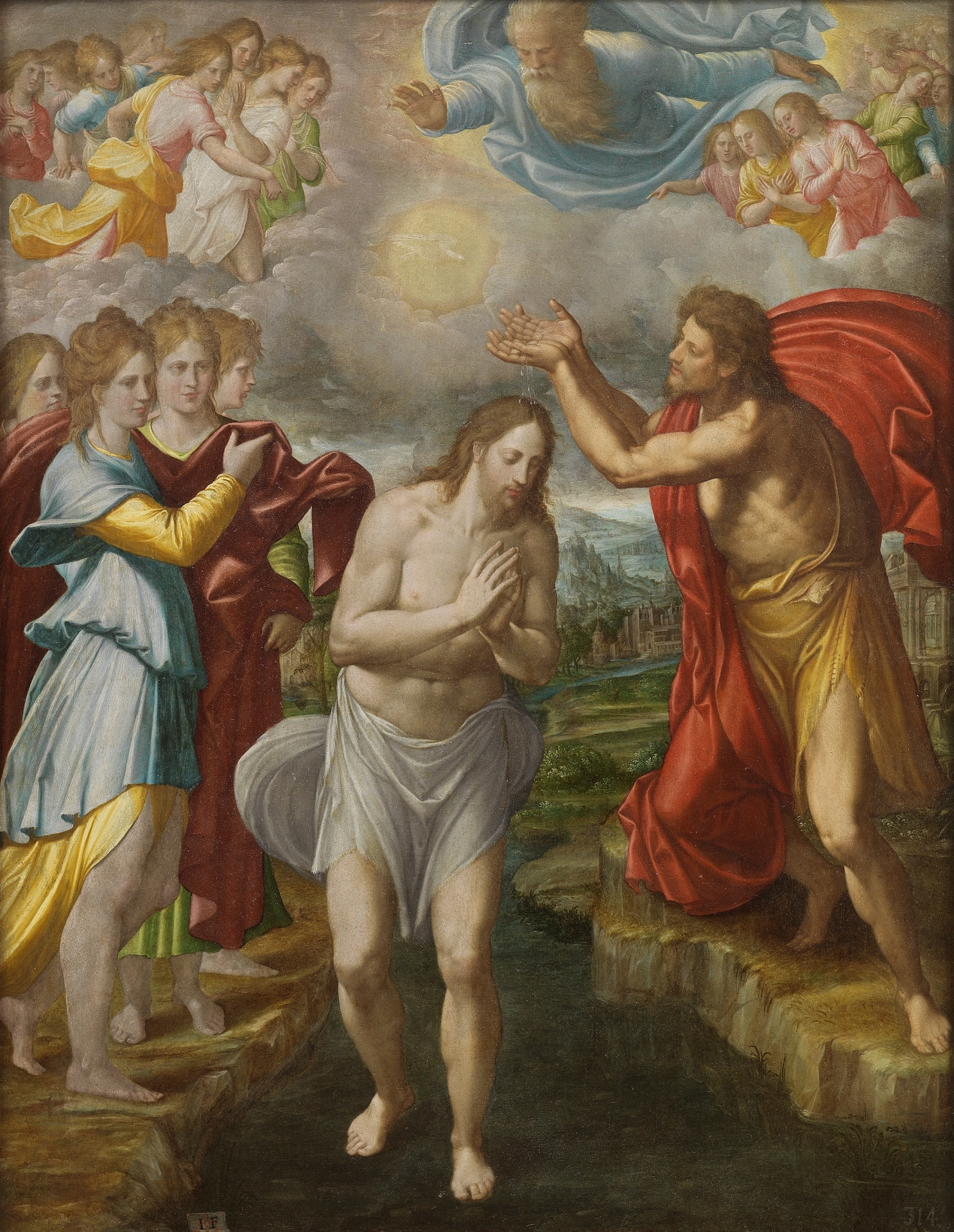
在第二次探索期间发展出了尴尬标准，并适用于耶稣的受洗事件。

虽然对耶稣的存在抱有广泛的学术共识，对他的生命大致轮廓也存在着基本共识，但在每次探索中对耶稣形象的构建经常彼此不同，和福音书中描绘的形象也不一样。 在肖像之间有重叠的属性，虽然有时候两个学者可能同意一些属性，但他们可能会不同意其他属性，没有一个历史中的耶稣形象能满足广大的学者群体。
一个大多数人赞同的观点是，几乎所有在现代研究古代的学者都同意耶稣是史實的人物，大多数圣经学者和古典历史学家认为，「耶稣未曾存在」的理论，已經有效地被驳倒了。今天没有证据表明，在古代反对基督教的人曾否认耶稣的存在。杰弗里·布莱尼指出，“少数学者认为耶稣⋯⋯甚至不存在”，他们“正确地指出，和耶稣同时代的著作对他的提及是极其罕见的。” 巴特·埃尔曼承认，“耶稣没有被任何和他同时代的罗马文献来源所提及”，但他却坚持，其他来源的确支持耶稣的存在，而理查德·卡里尔和拉斐尔·拉塔斯特则断言，没有新约之外耶稣存在的独立证据。
某些学者，特别是欧洲学者，最近声称，虽然耶稣的存在有很多可能性，但是很难确认这个耶稣是圣经中的耶稣，人们应该在这个问题上作更多学术研究和讨论。

## 基督神话理论

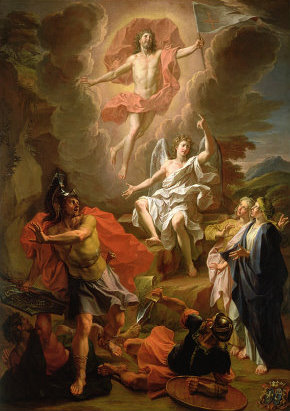
耶稣复活 诺埃尔·科佩尔（1700）——一些神话理论家将耶稣看成是一个死亡-复活的神。

基督神话理论认为耶稣从未存在，并且认为，如果他确实存在，那么他与基督教的建立以及福音书中的记载几乎没有任何关系。
現階段这个理论在当今学者中几乎没有得到什么支持，是基本上已經被淘汰的學說；然而，历史上，这种神话主义观点在学术界中有不同程度的影响力，有些甚至成为主流学术研究的一部分，例如大卫·施特劳斯的观点。在一个短暂的时期内，这个理论在苏联很受欢迎，谢尔盖·科瓦列夫、亚历山大·卡兹丹、艾布拉姆·拉诺维奇、尼古拉·鲁缅采夫、罗伯特·威佩和 尤里·弗兰采夫都支持这个观点。 然而，后来，包括卡日丹在内的几位学者收回了对神话耶稣的看法，到80年代末，在苏联学术界中几乎不存在对这一理论的支持。
最近，理查德·卡里尔在他的《耶稣的历史性：为什么我们可能有理由去怀疑》（On the Historicity of Jesus: Why We Might Have Reason for Doubt）一书中指出，没有足够的“贝叶斯概率”，也就是证据，能相信耶稣的存在。此外，他认为，耶稣的形象可能最初只是通过私人的启示和隐藏在圣经中的信息而来的，然后被雕刻成一个历史人物，以寓言的方式传达福音书中的观点。然后，这些寓言在公元一世纪基督教教会的控制权争斗中开始被认为是事实。菲利普·R·戴维斯认为，认识到耶稣历史性的不完全确定性将推动耶稣文献得到学术的尊重在Jesus Project中的R. Joseph Hoffmann 指出，耶稣越变得模糊、含混和不确定，就有越多的学者研究他，而不是相反。
一些著名的专家已经发表同行评审的关于耶稣历史性书籍，这些书籍使用了在这个主题上最新的文献，其中包括戴尔·艾利森、巴特·埃尔曼、艾米·吉尔·莱文和盖萨·维尔梅斯。他们都相信历史耶稣的存在，反对基督神话理论，但他们倾向于将历史耶稣看作是一个犹太传教士，他从来没有声称自己神，也没有任何意图去建立一个宗教。然而，一些学者却不同意这种共识。